# JR E231 sorozat

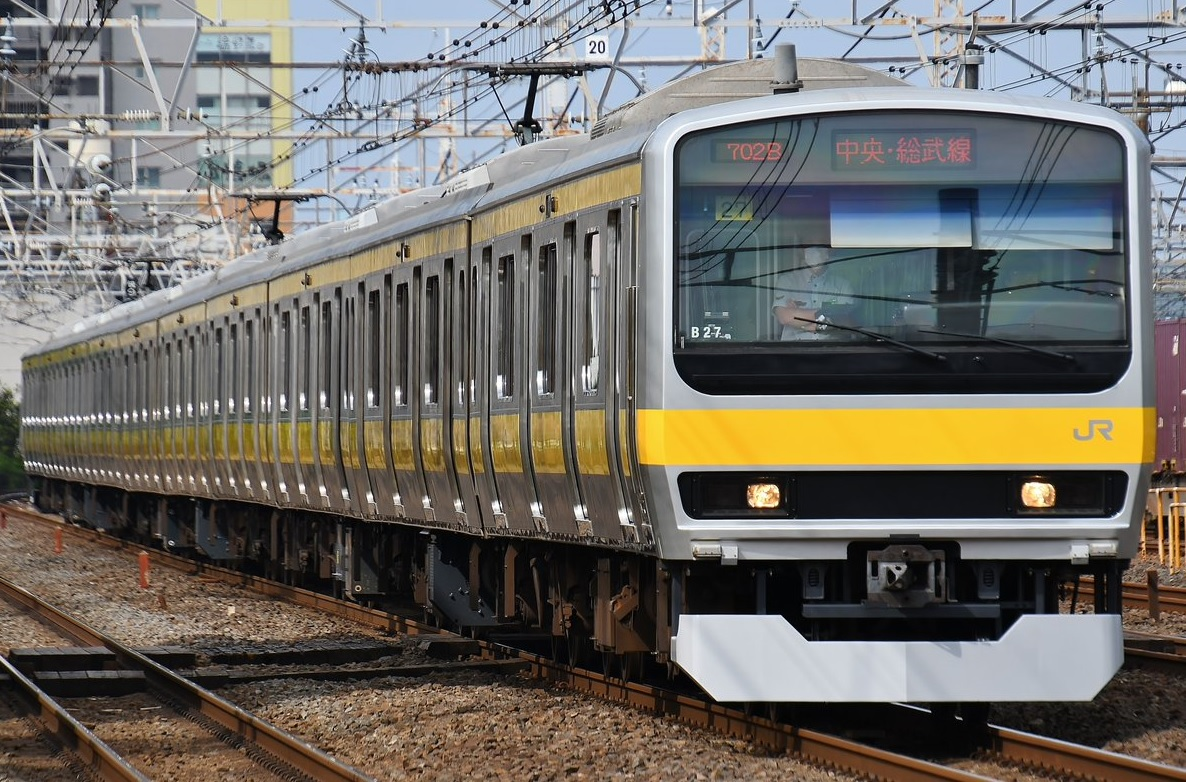
A Kelet-Japán Vasúttársaság E231 sorozatú motorvonata a tokiói Nisi-Ogikubó állomás felé közelítve

Az JR E231 sorozat az East Japan Railway Company elővárosi vonalain közlekedő motorvonat, amelyet a Tokyu Car Corporation, a Kawasaki Heavy Industries és a JV nícui gyára készít.
A típust a korábbi JR East 209 sorozatból és a JR E217 sorozatból fejlesztették ki. Az új változat szélesebb törzset kapott (2 800 milliméter helyett 2 950 milliméter). A KJV Csúó-Szóbu vonalára készített prototípus a 209-950 sorozat jelzést viselte, ám később E231-900-ra nevezték át. Az első menetrend szerinti vonatok 2000-ben álltak szolgálatba a Csúó-Szóbu (10 kocsiból álló szerelvénnyel) és a Dzsóban vonalakon (10+5 kocsiból álló szerelvénnyel). További, különleges változatok készülték még a tokiói Jamanote-vonalra (11 kocsiból álló szerelvényekkel) és a Tózai metró vonalaira (2 800 milliméter széles törzsű kocsikkal).